# Wierzchołek (jezioro)
Wierzchołek – przepływowe jezioro rynnowe położone na południowo-wschodnim skraju Pojezierza Kaszubskiego ("Polaszkowski Obszar Chronionego Krajobrazu") w powiecie kościerskim (województwo pomorskie) na wysokości 136 m n.p.m., o powierzchni 3,67 ha – jest częścią akwenu jezior polaszkowskich.